# Демаркетинг
Демаркетинг (скорочення збуту або сегменту ринку)  —  негативний маркетинг, спрямований проти певної марки або групи товарів. Може бути зумовленим наявністю завищеного попиту на продукт при недостатніх потужностях для його виробництва. Проводиться через підвищення ціни або зменшення реклами.
Мета — не знищення попиту, а зниження його рівня. Найчастіше це робиться, коли витрати на виробництво, рекламу і просування продукту більше на одному ринку ніж на інших ринках. 
Часом застосовується в суспільній рекламі (якщо, наприклад, якась марка або товар є особливо шкідливими)[джерело?]. 
Може полягати у витісненні певного продукту з ринку з причин, пов'язаних, наприклад з маркетинговою стратегією або життєвим циклом продукту. Є тимчасовим або постійним знеохоченням до купівлі продукту усіх або вибраної категорії клієнтів. Наприклад  Національний парк Йосеміті влітку потерпає через завеликий натовп відвідувачів.

## Приклади
- Підвищення цін на тютюнову та алкогольну продукцію.
- Припинення або розірвання угод про єдину фіксовану плату за послугу (незалежно від її використання) в телекомунікаційному секторі.
- Критерії прийому до нічних клубів.
- Аутсорсинг певних клієнтів.

## Можливості
У зв'язку з розірванням відносин з деякими, в основному збитковими клієнтами, компанія може підвищити свою рентабельність. У деяких випадках шляхом демаркетингу компанії підвищують рівень безпеки та комфорту існуючих клієнтів (наприклад, виведення агресивно налаштованих пасажирів, футбольних вболівальників). Демаркетинг можливий для забезпечення безпеки власних співробітників.